# Тоутоваї рожевий
Тоутоваї рожевий (Petroica rosea) — вид горобцеподібних птахів родини тоутоваєвих (Petroicidae). Ендемік Австралії.

## Опис
Довжина птаха становить в середньому 11 см. Самці мають рожеві груди; їх голова, горло, спина і хвіст мають темно-сірий колір. Живіт і рульові пера на хвості білого кольору. Верхня частина тіла самиць блідо-сіро коринева, нижня частина тіла світло-сіра, на крилах білі плями. Дзьоб, лапи і очі рожевого тоутоваї чорного кольору.

## Таксономія
Рожевий тоутоваї був описаний орнітологом Джоном Гульдом в 1840 році. Генетичне дослідження показало, що найближчим родичем рожевого тоутоваї всередині роду є малиновогрудий тоутоваї.

## Поширення і екологія
Рожевий тоутоваї є ендеміком східної і південно-східної Австралії. Він мешкає у вологих склерофітних лісах і тропічних лісах. Живе парами або поодинці.

## Раціон
Рожевий тоутоваї харчується комахами і павуками.

## Розмноження
Сезон розмноження триває з жовтня по січень. За сезон може вилупитися один або два виводки пташенят. Гніздо формою нагадує глибоку чашу і розташовується на дереві на висоті 10-20 м. В кладці 1-2 яйця тьмяно-білого кольору з блакитним, сіруватим або коричневим відтінком і темними сіро-коричневими плямками, розміром 17×13 мм.